# Questione di psicologia
Questione di psicologia  (Chicken Little) è un cortometraggio animato prodotto da Walt Disney nel 1943 durante la seconda guerra mondiale, ispirato alla favola Chicken Little.

## Trama
In un vecchio pollaio vivono diversi animali: galli, pulcini, galline, tacchini e oche, che hanno formato un vero e proprio villaggio, in cui ci sono il sindaco, le comari, i saggi studiosi e gli ubriaconi.
Paul Cino (Chicken Little) è un pulcino deriso da tutti: nessuno lo prende seriamente. Un giorno Sbavo Volpo (Foxy Loxy), una scaltra volpe, seguendo il consiglio di un libro di psicologia, lo inganna facendogli credere che un pezzo di cielo gli sia caduto in testa. Così il pulcino corre ad avvisare tutti, ma il sindaco GalliGall (Cocky Locky) non gli crede e fa calmare la folla.
La volpe allora comincia a ingannare tutti in modo che nessuno creda più al vecchio gallo. Paul avvisa tutti di nuovo, GalliGall cerca di calmare nuovamente la folla ma in quell'istante Sbavo Volpo fa cadere un altro "pezzo di cielo" in testa a lui. Tutto il pollaio, a questo punto, crede alle parole del pulcino. Sbavo Volpo fa poi in modo che tutto il pollaio scappi e si rifugi nella sua grotta, in modo da poterli divorare. Eccezione fatta probabilmente solo per GalliGall che è rimasto a terra svenuto. Il narratore rassicura il pubblico, dicendo che queste storie hanno sempre un lieto fine.
Nell'ultima scena però, si vede la volpe che si è mangiata tutti, compreso Paul Cino, e ha piantato le loro ossa a terra come se fossero lapidi di un cimitero di guerra. Il narratore rimane scioccato e dice che non finisce così nel suo libro; Sbavo Volpo, rivolgendosi a lui, gli consiglia di non credere a tutto ciò che legge.

## Produzione
Il film fu prodotto inizialmente come un corto di propaganda durante la seconda guerra mondiale, su richiesta del governo degli Stati Uniti allo scopo di screditare il nazismo. Originariamente il film avrebbe dovuto avere più riferimenti diretti alla guerra: il libro di psicologia di Sbavo Volpo doveva essere il Mein Kampf, e le tombe delle galline dovevano essere a forma di svastiche. Tuttavia, Walt Disney decise di mantenere il film generico togliendo tali elementi.

## Distribuzione

### Edizione italiana
Il corto arrivò in Italia nel maggio 1988 e venne incluso nella VHS Paperino, Pippo, Pluto e...; il doppiaggio fu eseguito dalla C.D.C. Nel 1999, per la messa in onda televisiva, il corto fu ridoppiato dalla Royfilm in collaborazione con Angriservices Edizioni. Tale doppiaggio venne poi utilizzato nelle varie successive occasioni.

### Edizioni home video

#### VHS
- Paperino, Pippo, Pluto e... (maggio 1988)[1]